# Sydafrika i olympiska sommarspelen 1996
Sydafrika deltog i de olympiska sommarspelen 1996 med en trupp bestående av 84 deltagare, som tillsammans tog fem medaljer.

## Boxning
| Idrottare           | Gren            | Sextondelsfinal         | Åttondelsfinal       | Kvartsfinal          | Semifinal            | Final                |
| Idrottare           | Gren            | Motståndare Resultat    | Motståndare Resultat | Motståndare Resultat | Motståndare Resultat | Motståndare Resultat |
| ------------------- | --------------- | ----------------------- | -------------------- | -------------------- | -------------------- | -------------------- |
| Masibulele Makepula | Lätt flugvikt   | Thapa (IND) W RSC       | Lozano (ESP) L 14-3  | Gick inte vidare     | Gick inte vidare     | Gick inte vidare     |
| Philip Ndou         | Fjädervikt      | Patton (CAN) W RSC      | Kamsing (THA) L 12-7 | Gick inte vidare     | Gick inte vidare     | Gick inte vidare     |
| Irvin Buhlalu       | Lättvikt        | Veangviact (THA) L 21-5 | Gick inte vidare     | Gick inte vidare     | Gick inte vidare     | Gick inte vidare     |
| Victor Kunene       | Lätt mellanvikt | Polakovič (CZE) L 8-1   | Gick inte vidare     | Gick inte vidare     | Gick inte vidare     | Gick inte vidare     |
| Sybrand Botes       | Lätt tungvikt   | Hernández (DOM) W 16-11 | Flores (PUR) L 16-7  | Gick inte vidare     | Gick inte vidare     | Gick inte vidare     |

## Brottning
Fristil
| Brottare            | Gren                 | Omgång 1             | Omgång 2             | Kvartsfinal          | Semifinal            | Final                 | Återkval Omgång 1    | Återkval Omgång 2    | Återkval Omgång 3    | Återkval Omgång 4    | Återkval Omgång 5    | Brons- match         |
| Brottare            | Gren                 | Motståndare Resultat | Motståndare Resultat | Motståndare Resultat | Motståndare Resultat | Motståndare Resultat  | Motståndare Resultat | Motståndare Resultat | Motståndare Resultat | Motståndare Resultat | Motståndare Resultat | Motståndare Resultat |
| ------------------- | -------------------- | -------------------- | -------------------- | -------------------- | -------------------- | --------------------- | -------------------- | -------------------- | -------------------- | -------------------- | -------------------- | -------------------- |
| Fjädervikt, fristil | Tedieiev (UKR) L 5-1 | Gick inte vidare     | Gick inte vidare     | Gick inte vidare     | Gick inte vidare     | Parsekian (CYP) L 3-1 | Gick inte vidare     | Gick inte vidare     | Gick inte vidare     | Gick inte vidare     | Gick inte vidare     | Gick inte vidare     |

## Bågskytte
Damer
| Idrottare                                    | Gren                  | Rankningsomgång | Rankningsomgång | 32-delsfinal                      | Sextondelsfinal                 | Åttondelsfinal    | Kvartsfinal       | Semifinal         | Final             | Final            |
| Idrottare                                    | Gren                  | Poäng           | Seed            | Motståndare Poäng                 | Motståndare Poäng               | Motståndare Poäng | Motståndare Poäng | Motståndare Poäng | Motståndare Poäng | Placering        |
| -------------------------------------------- | --------------------- | --------------- | --------------- | --------------------------------- | ------------------------------- | ----------------- | ----------------- | ----------------- | ----------------- | ---------------- |
| Jill Börresen                                | Damernas individuella | 567             | 62              | Natalia Nasaridze (TUR) L 140-168 | Gick inte vidare                | Gick inte vidare  | Gick inte vidare  | Gick inte vidare  | Gick inte vidare  | Gick inte vidare |
| Leanda Hendricks                             | Damernas individuella | 600             | 56              | Yoon Hye-Young (KOR) L 138-165    | Gick inte vidare                | Gick inte vidare  | Gick inte vidare  | Gick inte vidare  | Gick inte vidare  | Gick inte vidare |
| Kirstin Lewis                                | Damernas individuella | 639             | 26              | Judit Kovács (HUN) W 150-150      | Natalia Valeeva (MDA) L 143-160 | Gick inte vidare  | Gick inte vidare  | Gick inte vidare  | Gick inte vidare  | Gick inte vidare |
| Jill Börresen Leanda Hendricks Kirstin Lewis | Damernas lagtävling   | 1806            | 15              |                                   |                                 | Turkiet L 228-240 | Gick inte vidare  | Gick inte vidare  | Gick inte vidare  | Gick inte vidare |

## Cykling

### Herrar
Landsväg
| Cyklist       | Gren                | Tid     | Placering |
| ------------- | ------------------- | ------- | --------- |
| Doug Ryder    | Herrarnas linjelopp | 4:56:47 | 61        |
| Blayne Wikner | Herrarnas linjelopp | 4:56:52 | 97        |

Bana
Sprint
| Cyklist             | Gren             | Kval                 | Kval      | 1/32-final (Återkval)                                        | 1/16-final (Återkval)            | 1/8-final (Återkval)             | Kvartsfinal                        | Semifinal                        | Final (5-8:e plats)              | Final (5-8:e plats) |
| Cyklist             | Gren             | Tid Hastighet (km/h) | Placering | Motståndare Tid Hastighet (km/h)                             | Motståndare Tid Hastighet (km/h) | Motståndare Tid Hastighet (km/h) | Motståndare Tider Hastighet (km/h) | Motståndare Tid Hastighet (km/h) | Motståndare Tid Hastighet (km/h) | Placering           |
| ------------------- | ---------------- | -------------------- | --------- | ------------------------------------------------------------ | -------------------------------- | -------------------------------- | ---------------------------------- | -------------------------------- | -------------------------------- | ------------------- |
| Jean-Pierre van Zyl | Herrarnas sprint | 10.695 67.321        | 17 Q      | Rousseau (FRA) L 11.296 63.739 Bazálik (SVK) L 11.222 64.159 | Did not advance                  | Did not advance                  | Did not advance                    | Did not advance                  | Did not advance                  | Did not advance     |

Förföljelse
| Athlete      | Event                 | Qualifying | Qualifying | 1st round        | 1st round        | Semifinals       | Semifinals       | Finals           | Finals           |
| Athlete      | Event                 | Tid        | Placering  | Motståndare Tid  | Placering        | Motståndare Tid  | Placering        | Motståndare Tid  | Placering        |
| ------------ | --------------------- | ---------- | ---------- | ---------------- | ---------------- | ---------------- | ---------------- | ---------------- | ---------------- |
| David George | Herrarnas förföljelse | 4:39.531   | 15         | Gick inte vidare | Gick inte vidare | Gick inte vidare | Gick inte vidare | Gick inte vidare | Gick inte vidare |

Tempolopp
| Cyklist             | Gren                | Tid      | Placering |
| ------------------- | ------------------- | -------- | --------- |
| Jean-Pierre van Zyl | Herrarnas tempolopp | 1:04.214 | 5         |

Poänglopp
| Cyklist      | Gren                | Final           | Final           |
| Cyklist      | Gren                | Poäng           | Placering       |
| ------------ | ------------------- | --------------- | --------------- |
| David George | Herrarnas poänglopp | Fullföljde inte | Fullföljde inte |

### Damer
Landsväg
| Cyklist       | Gren               | Tid     | Placering |
| ------------- | ------------------ | ------- | --------- |
| Erica Green   | Damernas linjelopp | 2:37:21 | 35        |
| Jackie Martin | Damernas linjelopp | 2:53:12 | 43        |

Mountainbike
Damer
| Cyklist     | Gren                 | Tid     | Placering |
| ----------- | -------------------- | ------- | --------- |
| Erica Green | Damernas terränglopp | 2:03:06 | 17        |

## Friidrott
Herrar
Bana och landsväg
| Alfred Visagie                                                  | Herrarnas 200 meter             | 21.10    | 68   | Gick inte vidare | Gick inte vidare | Gick inte vidare | Gick inte vidare | Gick inte vidare | Gick inte vidare |                  |                  |
| Arnau Malherbe                                                  | Herrarnas 400 meter             | 45.75    | 16 Q | 45.26            | 18               | Gick inte vidare | Gick inte vidare | Gick inte vidare | Gick inte vidare |                  |                  |
| Hendrik Mokganyetsi                                             | Herrarnas 400 meter             | 45.89    | 22 q | 46.48            | 30               | Gick inte vidare | Gick inte vidare | Gick inte vidare | Gick inte vidare |                  |                  |
| Bobang Phiri                                                    | Herrarnas 400 meter             | 45.94    | 26 q | 45.51            | 21               | Gick inte vidare | Gick inte vidare | Gick inte vidare | Gick inte vidare |                  |                  |
| Johan Botha                                                     | Herrarnas 800 meter             | 1:45.63  | 5 q  | N/A              | N/A              | 1:48.06          | 19               | Gick inte vidare | Gick inte vidare |                  |                  |
| Hezekiel Sepeng                                                 | Herrarnas 800 meter             | 1:46.45  | 14 Q | N/A              | N/A              | 1:45.16          | 7 Q              | 1:42.72          |                  |                  |                  |
| Marius van Heerden                                              | Herrarnas 800 meter             | 1:47.46  | 31   | N/A              | N/A              | Gick inte vidare | Gick inte vidare | Gick inte vidare | Gick inte vidare |                  |                  |
| Shadrack Hoff                                                   | Herrarnas 5 000 meter           | 14:05.97 | 26 Q | N/A              | N/A              | 14:16.14         | 25               | Gick inte vidare | Gick inte vidare | Gick inte vidare | Gick inte vidare |
| John Morapedi                                                   | Herrarnas 5 000 meter           | 13:54.30 | 11 Q | N/A              | N/A              | 13:54.43         | 19               | Gick inte vidare | Gick inte vidare |                  |                  |
| Hendrick Ramaala                                                | Herrarnas 10 000 meter          | 29:07.81 | 29   | N/A              | N/A              | N/A              | N/A              | Gick inte vidare | Gick inte vidare |                  |                  |
| Lawrence Peu                                                    | Herrarnas maraton               | N/A      | N/A  | N/A              | N/A              | N/A              | N/A              | 2:18:09          | 27               |                  |                  |
| Josia Thugwane                                                  | Herrarnas maraton               | N/A      | N/A  | N/A              | N/A              | N/A              | N/A              | 2:12:36          |                  |                  |                  |
| Gert Thys                                                       | Herrarnas maraton               | N/A      | N/A  | N/A              | N/A              | N/A              | N/A              | 2:18:55          | 33               |                  |                  |
| Llewellyn Herbert                                               | Herrarnas 400 meter häck        | 51.13    | 45   | N/A              | N/A              | Gick inte vidare | Gick inte vidare | Gick inte vidare | Gick inte vidare |                  |                  |
| Shadrack Mogotsi                                                | Herrarnas 3 000 meter hinder    | 8:46.24  | 28   | N/A              | N/A              | Gick inte vidare | Gick inte vidare | Gick inte vidare | Gick inte vidare |                  |                  |
| Arnaud Malherbe Hendrik Mokganyetsi Bobang Phiri Alfred Visagie | Herrarnas 4 x 400 meter stafett | 3:03.79  | 13 q | N/A              | N/A              | 3:02.96          | 10               | Gick inte vidare | Gick inte vidare |                  |                  |

Fältgrenar
| Friidrottare    | Gren                | Kval     | Kval      | Final            | Final            |
| Friidrottare    | Gren                | Resultat | Placering | Resultat         | Placering        |
| --------------- | ------------------- | -------- | --------- | ---------------- | ---------------- |
| Riaan Botha     | Herrarnas stavhopp  | 5.70     | 1 Q       | 5.60             | 14               |
| Okkert Brits    | Herrarnas stavhopp  | NM       | NM        | Gick inte vidare | Gick inte vidare |
| François Fouché | Herrarnas längdhopp | 7.44     | 38        | Gick inte vidare | Gick inte vidare |

Damer
Bana och landsväg
| Friidrottare       | Gren                    | Heat omgång 1 | Heat omgång 1 | Heat omgång 2 | Heat omgång 2 | Semifinal        | Semifinal        | Final            | Final            |
| Friidrottare       | Gren                    | Tid           | Placering     | Tid           | Placering     | Tid              | Placering        | Tid              | Placering        |
| ------------------ | ----------------------- | ------------- | ------------- | ------------- | ------------- | ---------------- | ---------------- | ---------------- | ---------------- |
| Gwen Griffiths     | Damernas 1 500 meter    | 4:10.80       | 14 Q          | N/A           | N/A           | 4:11.12          | 12 Q             | 4:06.33          | 9                |
| Colleen de Reuck   | Damernas 10 000 meter   | 32:39.19      | 20 Q          | N/A           | N/A           | N/A              | N/A              | 32:14.69         | 13               |
| Elana Meyer        | Damernas maraton        | N/A           | N/A           | N/A           | N/A           | N/A              | N/A              | Fullföljde inte  | Fullföljde inte  |
| Karen van der Veen | Damernas 400 meter häck | 57.00         | 25            | N/A           | N/A           | Gick inte vidare | Gick inte vidare | Gick inte vidare | Gick inte vidare |

## Judo
Herrar
| Idrottare        | Gren                   | Resultat |
| ---------------- | ---------------------- | -------- |
| Duncan MacKinnon | Halv lättvikt (-66 kg) | 9        |

## Kanotsport
Sprint
| Kanotist    | Gren               | Heat     | Heat      | Återkval | Återkval  | Semifinal | Semifinal | Final            | Final            |
| Kanotist    | Gren               | Tid      | Placering | Tid      | Placering | Tid       | Placering | Tid              | Placering        |
| ----------- | ------------------ | -------- | --------- | -------- | --------- | --------- | --------- | ---------------- | ---------------- |
| Ruth Nortje | Damernas K-1 500 m | 1:54.695 | 2 Q       | N/A      | N/A       | 1:53.611  | 5         | Gick inte vidare | Gick inte vidare |

## Landhockey
Herrar
Coach: Gavin Featherstone
- Grant Fulton
- Kevin Chree
- Gregg Clark
- Allistar Fredericks
- Gary Boddington
- Wayne Graham
- Charles Teversham
- Brad Michalaro
- Matthew Hallowes
- Greg Nicol
- Craig Fulton
- Brian Myburgh
- Brad Milne
- Shaun Cooke
- Craig Jackson
- Murray Anderson

Gruppspel
| Lag            | Spelade | W | D | L | GF | GA | Poäng |   |
| -------------- | ------- | - | - | - | -- | -- | ----- | - |
| Nederländerna  | 5       | 4 | 1 | 0 | 14 | 6  | +8    | 9 |
| Australien     | 5       | 3 | 1 | 1 | 13 | 7  | +6    | 7 |
| Storbritannien | 5       | 1 | 3 | 1 | 8  | 8  | 0     | 5 |
| Sydkorea       | 5       | 1 | 2 | 2 | 12 | 13 | –1    | 4 |
| Sydafrika      | 5       | 0 | 3 | 2 | 7  | 12 | –5    | 3 |
| Malaysia       | 5       | 0 | 2 | 3 | 7  | 15 | –8    | 2 |

## Modern femkamp
Herrar
| Idrottare    | Skytte   | Skytte | Simning  | Simning | Fäktning | Fäktning | Ridning | Ridning | Löpning   | Löpning | Totalpoäng | Placering |
| Idrottare    | Resultat | Poäng  | Resultat | Poäng   | Resultat | Poäng    | Straff  | Poäng   | Resultat  | Poäng   | Totalpoäng | Placering |
| ------------ | -------- | ------ | -------- | ------- | -------- | -------- | ------- | ------- | --------- | ------- | ---------- | --------- |
| Claud Cloete | 183      | 1132   | 3:35,25  | 1152    | 10-22    | 780      | 30      | 1070    | 13:17,358 | 1174    | 5308       | 15        |

## Rodd
Herrar
| Idrottare                                             | Gren                        | Heat    | Heat      | Återkval | Återkval  | Semifinal | Semifinal | Final   | Final     | Final |
| Idrottare                                             | Gren                        | Tid     | Placering | Tid      | Placering | Tid       | Placering | Tid     | Placering |       |
| ----------------------------------------------------- | --------------------------- | ------- | --------- | -------- | --------- | --------- | --------- | ------- | --------- | ----- |
| Greg Bayne John Callie                                | Tvåa utan styrman           | 7:01,05 | 6         | 7:11,14  | 4         | N/A       | N/A       | 7:09,91 | 16        |       |
| Gareth Costa Mike Hasselbach Mark Rowand Roger Tobler | Lättvikts-fyra utan styrman | 6:19,98 | 1 Q       | N/A      | N/A       | 6:16,65   | 4         | 6:04,13 | 9         |       |

Damer
| Idrottare                     | Gren              | Heat    | Heat      | Återkval | Återkval  | Semifinal | Semifinal | Final   | Final     | Final |
| Idrottare                     | Gren              | Tid     | Placering | Tid      | Placering | Tid       | Placering | Tid     | Placering |       |
| ----------------------------- | ----------------- | ------- | --------- | -------- | --------- | --------- | --------- | ------- | --------- | ----- |
| Helen Fleming Colleen Orsmond | Tvåa utan styrman | 7:48,69 | 4         | 8:11,90  | 2 Q       | 7:56,41   | 6         | 7:28,30 | 11        |       |

## Segling
Herrar
| Seglare     | Gren      | Lopp | Lopp | Lopp | Lopp | Lopp | Lopp | Lopp | Lopp | Lopp | Lopp | Lopp | Poäng | Placering |
| Seglare     | Gren      | 1    | 2    | 3    | 4    | 5    | 6    | 7    | 8    | 9    | 10   | 11   | Poäng | Placering |
| ----------- | --------- | ---- | ---- | ---- | ---- | ---- | ---- | ---- | ---- | ---- | ---- | ---- | ----- | --------- |
| Ian Ainslie | Finnjolle | (25) | 10   | 7    | 2    | 10   | 10   | 14   | 2    | (26) | 17   | CAN  | 72    | 8         |

Mixed
| Seglare                                      | Gren   | Lopp | Lopp | Lopp | Lopp | Lopp | Lopp | Lopp | Lopp | Lopp | Lopp | Lopp | Poäng | Placering |
| Seglare                                      | Gren   | 1    | 2    | 3    | 4    | 5    | 6    | 7    | 8    | 9    | 10   | 11   | Poäng | Placering |
| -------------------------------------------- | ------ | ---- | ---- | ---- | ---- | ---- | ---- | ---- | ---- | ---- | ---- | ---- | ----- | --------- |
| David Hibberd                                | Laser  | 10   | 10   | 20   | 20   | 8    | 17   | (31) | 13   | (29) | 18   | 22   | 138   | 16        |
| Rick Mayhew Bruce Savage Clynton Wade-Lehman | Soling | 17   | 2    | 17   | 11   | 11   | (20) | 15   | (23) | 11   | 18   | N/A  | 102   | 17        |

## Tennis
Herrar
| Spelare                       | Gren       | Omgång 1         | Omgång 1  | Omgång 2               | Omgång 2      | Omgång 3                 | Omgång 3         | Kvartsfinal             | Kvartsfinal      | Semifinal        | Semifinal        | Final            | Final            | Final            |
| Spelare                       | Gren       | Motståndare      | Poäng     | Motståndare            | Poäng         | Motståndare              | Poäng            | Motståndare             | Poäng            | Motståndare      | Poäng            | Motståndare      | Poäng            | Placering        |
| ----------------------------- | ---------- | ---------------- | --------- | ---------------------- | ------------- | ------------------------ | ---------------- | ----------------------- | ---------------- | ---------------- | ---------------- | ---------------- | ---------------- | ---------------- |
| Wayne Ferreira                | Herrsingel | Etlis (ARG)      | W 6-4 6-3 | Black (ZIM)            | W 6-3 3-6 6-2 | Woodbridge (AUS)         | W 7-63 7-65      | Agassi (USA)            | L 7-5 6-4 7-5    | Gick inte vidare | Gick inte vidare | Gick inte vidare | Gick inte vidare | Gick inte vidare |
| Marcos Ondruska               | Herrsingel | Ivanišević (CRO) | W 6-2 6-4 | Ruud (NOR)             | L 78-6 77-61  | Gick inte vidare         | Gick inte vidare | Gick inte vidare        | Gick inte vidare | Gick inte vidare | Gick inte vidare | Gick inte vidare | Gick inte vidare | Gick inte vidare |
| Ellis Ferreira Wayne Ferreira | Herrdubbel | N/A              | N/A       | Köves, Markovits (HUN) | W 6-1 6-1     | Agassi, Washington (USA) | W 7-5 77-62 6-0  | Eltingh, Haarhuis (NED) | L 77-64 77-64    | Gick inte vidare | Gick inte vidare | Gick inte vidare | Gick inte vidare | Gick inte vidare |

Damer
| Spelare                          | Gren      | Omgång 1        | Omgång 1       | Omgång 2         | Omgång 2         | Omgång 3         | Omgång 3         | Kvartsfinal      | Kvartsfinal      | Semifinal        | Semifinal        | Final            | Final            | Final            |
| Spelare                          | Gren      | Motståndare     | Poäng          | Motståndare      | Poäng            | Motståndare      | Poäng            | Motståndare      | Poäng            | Motståndare      | Poäng            | Motståndare      | Poäng            | Placering        |
| -------------------------------- | --------- | --------------- | -------------- | ---------------- | ---------------- | ---------------- | ---------------- | ---------------- | ---------------- | ---------------- | ---------------- | ---------------- | ---------------- | ---------------- |
| Amanda Coetzer                   | Damsingel | McQuillan (AUS) | W 6-4 7-65     | Zvereva (BLR)    | L 1-6 6-4 '2-6   | Gick inte vidare | Gick inte vidare | Gick inte vidare | Gick inte vidare | Gick inte vidare | Gick inte vidare | Gick inte vidare | Gick inte vidare | Gick inte vidare |
| Mariaan de Swardt                | Damsingel | Suková (CZE)    | W 7-64 3-6 7-5 | Huber (GER)      | L 6-3 1-6 4-6    | Gick inte vidare | Gick inte vidare | Gick inte vidare | Gick inte vidare | Gick inte vidare | Gick inte vidare | Gick inte vidare | Gick inte vidare | Gick inte vidare |
| Joannette Kruger                 | Damsingel | Choi (KOR)      | L 7-65 2-6 1-6 | Gick inte vidare | Gick inte vidare | Gick inte vidare | Gick inte vidare | Gick inte vidare | Gick inte vidare | Gick inte vidare | Gick inte vidare | Gick inte vidare | Gick inte vidare | Gick inte vidare |
| Amanda Coetzer Mariaan de Swardt | Damdubbel | N/A             | N/A            | Kim, Park (KOR)  | W 6-1 6-3        | Lake, Wood (GBR) | L 5-7 5-7        | Gick inte vidare | Gick inte vidare | Gick inte vidare | Gick inte vidare | Gick inte vidare | Gick inte vidare | Gick inte vidare |